# Rusansaari
Rusansaari är en ö i Finland. Den ligger i sjön Koskelovesi och Miekkavesi och i kommunen Suonenjoki i den ekonomiska regionen  Inre Savolax ekonomiska region  och landskapet Norra Savolax, i den centrala delen av landet, 290 km norr om huvudstaden Helsingfors. Öns area är 1,1 hektar och dess största längd är 190 meter i sydöst-nordvästlig riktning.